# Championnat de France Pro A de tennis de table 2009-2010
Navigation
Pro A 2008-2009 Pro A 2010-2011
| \| SAG Cestas TT Chartres ASTT Angers La Romagne Hennebont Istres Sports AS Pontoise-Cergy TT St-Denis EP Isséenne Levallois SC TT Mondeville Évreux US Kremlin Bicêtre Saint-Berthevin SA Souché Niort Marmande TT Joué-lès-Tours Lys Lez Lannoy CP Saint-Quentin ALCL Grand-Quevilly \| Localisation des clubs engagés dans le championnat. |
| SAG Cestas TT Chartres ASTT Angers La Romagne Hennebont Istres Sports AS Pontoise-Cergy TT St-Denis EP Isséenne Levallois SC TT Mondeville Évreux US Kremlin Bicêtre Saint-Berthevin SA Souché Niort Marmande TT Joué-lès-Tours Lys Lez Lannoy CP Saint-Quentin ALCL Grand-Quevilly                                                           |

Le Championnat de France de Pro A de tennis de table 2009-2010, le plus haut échelon national de championnat par équipe en France, s'est déroulé du 22 septembre 2009 au 1er juin 2010.
Pour la saison 2009/2010, 10 équipes officient en Pro A Masculine et Féminine; le titre est remporté par Levallois SC TT chez les hommes, et par Évreux EC chez les dames.

## Championnat masculin
| Pl | Équipes                   | Pts | J  | V  | N | D  | Pp | Pc | Diff |
| -- | ------------------------- | --- | -- | -- | - | -- | -- | -- | ---- |
| 1  | Levallois SC TT           | 49  | 18 | 13 | 5 | 0  | 67 | 30 | +37  |
| 2  | AS Pontoise-Cergy TT      | 45  | 18 | 12 | 3 | 3  | 61 | 35 | +26  |
| 3  | Garde du Vœu Hennebont TT | 38  | 18 | 7  | 6 | 5  | 54 | 45 | +9   |
| 4  | Istres TT                 | 37  | 18 | 8  | 3 | 7  | 51 | 48 | +3   |
| 5  | SAG Cestas TT             | 36  | 18 | 7  | 4 | 7  | 49 | 49 | 0    |
| 6  | Angers Vaillante TT       | 36  | 18 | 6  | 6 | 6  | 48 | 52 | -4   |
| 7  | SS La Romagne             | 35  | 18 | 5  | 7 | 6  | 50 | 51 | -1   |
| 8  | Chartres ASTT             | 34  | 18 | 5  | 6 | 7  | 46 | 52 | -6   |
| 9  | Saint Denis US 93 TT      | 29  | 18 | 3  | 5 | 10 | 39 | 60 | -21  |
| 10 | EP Isséenne               | 21  | 18 | 1  | 1 | 16 | 26 | 69 | -43  |

- Levallois a décroché son 16e titre par équipes[1],[2],[3].

## Championnat féminin
Lors de la dernière journée, L'Évreux EC EC terrasse l'US Saint Berthevin/Saint Loup TT pour la "finale" de ce Championnat 2009/2010. Les normandes conservent leur titre de championnes devant les mayennaises, alors que ces dernières ont figuré en tête durant toute la saison et avaient déjà terminées dauphin d'Évreux l'année dernière. Sportivement relégués, l'ALCL Grand-Quevilly et TT Joué-lès-Tours vont garder leur place en Pro A la saison prochaine à la suite des retraits de l'USO Mondeville TT, triple championnes de France de 2004 à 2006 et du double champion en titre Évreux EC. À noter que Joué-les-Tours termine pour la deuxième année consécutive à la dernière place sans pour autant descendre en Pro B "grâce" aux retraits de nombreuses équipes ces dernières années
| Pl | Équipes                          | Pts | J  | V  | N | D  | Pp | Pc | Diff |
| -- | -------------------------------- | --- | -- | -- | - | -- | -- | -- | ---- |
| 1  | Évreux EC                        | 46  | 18 | 13 | 2 | 3  | 63 | 32 | +31  |
| 2  | US Saint Berthevin/Saint Loup TT | 45  | 18 | 11 | 5 | 2  | 62 | 34 | +28  |
| 3  | US Kremlin Bicêtre               | 45  | 18 | 12 | 3 | 3  | 62 | 38 | +24  |
| 4  | CP Lys-lez-Lannoy                | 41  | 18 | 9  | 5 | 4  | 57 | 41 | +16  |
| 5  | USO Mondeville TT                | 39  | 18 | 9  | 4 | 4  | 53 | 47 | +6   |
| 6  | SA Souché Niort                  | 37  | 18 | 8  | 3 | 7  | 51 | 47 | +4   |
| 7  | Marmande Raquette                | 30  | 18 | 4  | 4 | 10 | 41 | 57 | -16  |
| 8  | TT Saint-Quentin                 | 27  | 18 | 2  | 5 | 11 | 33 | 62 | -29  |
| 9  | ALCL Grand-Quevilly              | 26  | 18 | 2  | 4 | 12 | 33 | 64 | -31  |
| 10 | TT Joué-lès-Tours                | 23  | 18 | 0  | 5 | 13 | 34 | 67 | -33  |